# Дискографія Muse
Дискографія британського рок-гурту Muse складається з семи студійних альбомів, тридцяти одного синглу, трьох мініальбомів, восьми бокс-сетів, чотирьох концертних відеоальбомів та подвійного альбому, перша частина якого являє собою збірку бі-сайдів, а друга — концертний альбом.
Першим повноформатним диском після двох міні-альбомів став Showbiz, який побачив світ у 1999 році. На дебютну роботу британського тріо чекав помірний комерційний успіх у Європі і Океанії: альбом потрапив до перших тридцяток чартів і отримав золотий статус у Великій Британії та Австралії. Origin of Symmetry, що вийшов два роки по тому, став успішнішим за попередника, досягнувши третього місця в британському чарті і отримавши двічі платинову сертифікацію Британської асоціації виробників фонограм (BPI). У липні 2002 року вийшов подвійний альбом Hullabaloo Soundtrack, який був саундтреком до однойменного відеоальбому. BPI присвоїла і альбому, і DVD статус золотих. Повноформатник 2003 року, Absolution, став першим диском гурту, який підкорив вершину британського альбомного чарту і потрапив до чарту Billboard 200. Наступний альбом Black Holes and Revelations повторив успіх попередника на батьківщині Muse і посів дев'яте місце в американському Billboard 200. В 2008 року вийшов концертний відеоальбом HAARP, який зафіксував виступ гурту на арені «Вемблі»; Американська асоціація компаній звукозапису (RIAA) і BPI сертифікували його як золотий. 2009 року Muse випустили свій п'ятий студійний альбом The Resistance, який посів перші рядки чартів дев'ятнадцяти країн світу, а також отримав «Греммі» в номінації «найкращий рок-альбом». Заголовний сингл альбому, «Uprising», посів 37-ме місце в чарті Billboard Hot 100 і RIAA сертифікувала його як платиновий. Три роки по тому вийшов шостий студійний альбом The 2nd Law, який став четвертим поспіль альбомом Muse, що посів перше місце в британському хіт-параді, а також досягнув другого місця в чарті Billboard 200. Його продажі, однак, виявилися нижчими за продажі The Resistance. The 2nd Law і два його сингли («Madness» і «Panic Station») були номіновані на «Греммі» в номінації "найкраща рок-пісню" відповідно 2013 і 2014 років.
За свою кар'єру Muse продали понад 15 мільйонів копій альбомів і сім разів були номіновані на премію «Греммі», з яких виграли двічі.

## Студійні альбоми
| Рік                                                                      | Альбом                                                                                                 | Найвищі місця в чартах | Найвищі місця в чартах | Найвищі місця в чартах | Найвищі місця в чартах | Найвищі місця в чартах | Найвищі місця в чартах | Найвищі місця в чартах | Найвищі місця в чартах | Найвищі місця в чартах | Найвищі місця в чартах | Найвищі місця в чартах | Найвищі місця в чартах | Найвищі місця в чартах | Найвищі місця в чартах | Найвищі місця в чартах | Найвищі місця в чартах | Найвищі місця в чартах | Найвищі місця в чартах | Найвищі місця в чартах | Найвищі місця в чартах | Найвищі місця в чартах | Найвищі місця в чартах | Найвищі місця в чартах | Найвищі місця в чартах | Найвищі місця в чартах | Сертифікації (Пороги продаж) |
| Рік                                                                      | Альбом                                                                                                 | GB                     | EU                     | США                    | AT                     | AU                     | VL                     | WA                     | CA                     | CH                     | DE                     | DK                     | ES                     | FI                     | FR                     | IE                     | IT                     | JP                     | MX                     | NL                     | NO                     | NZ                     | PL                     | PT                     | RU                     | SE                     | Сертифікації (Пороги продаж) |
| ------------------------------------------------------------------------ | --- | ---------------------- | ---------------------- | ---------------------- | ---------------------- | ---------------------- | ---------------------- | ---------------------- | ---------------------- | ---------------------- | ---------------------- | ---------------------- | ---------------------- | ---------------------- | ---------------------- | ---------------------- | ---------------------- | ---------------------- | ---------------------- | ---------------------- | ---------------------- | ---------------------- | ---------------------- | ---------------------- | ---------------------- | ---------------------- | --- |
| 1999                                                                     | Showbiz - Вихід: 4 жовтня - Лейбли: Taste Media, Mushroom - Формати: CD, 2×LP, CS, MD, ЦД              | 29                     | —                      | —                      | —                      | 28                     | 29                     | 41                     | —                      | —                      | —                      | —                      | —                      | 45                     | 59                     | 46                     | —                      | 69                     | —                      | 53                     | 38                     | —                      | —                      | —                      | —                      | —                      | Список - ARIA: Золотий - BEA: Золотий - BPI: Платиновий |
| 2001                                                                     | Origin of Symmetry - Вихід: 17 липня - Лейбли: Taste, Mushroom - Формати: CD, 2×LP, CS, MD, ЦД         | 3                      | 8                      | 161                    | 7                      | 22                     | 9                      | 2                      | —                      | 14                     | 17                     | —                      | —                      | 30                     | 2                      | 3                      | 5                      | 20                     | —                      | 19                     | 11                     | 43                     | —                      | —                      | —                      | —                      | Список - ARIA: Платиновий - BEA: Золотий - BPI: 2×Платиновий - IFPI: Золотий |
| 2003                                                                     | Absolution - Вихід: 29 вересня - Лейбли: Taste, EastWest - Формати: CD (+DVD), LP, CS, ЦД              | 1                      | 2                      | 107                    | 5                      | 21                     | 7                      | 2                      | —                      | 3                      | 11                     | 28                     | 100                    | 12                     | 1                      | 3                      | 4                      | 28                     | —                      | 2                      | 5                      | 17                     | —                      | 7                      | —                      | —                      | Список - ARIA: Платиновий - BEA: Золотий - BPI: 2×Платиновий - FIMI: Золотий - IFPI: Платиновий - IFPI: Золотий - MC: Золотий - NFPF: Золотий - RIAA: Золотий |
| 2006                                                                     | Black Holes and Revelations - Вихід: 3 липня - Лейбл: Warner - Формати: CD (+DVD), LP, CS, ЦД          | 1                      | 1                      | 9                      | 4                      | 1                      | 1                      | 2                      | —                      | 1                      | 4                      | 5                      | 20                     | 3                      | 2                      | 1                      | 2                      | 11                     | 84                     | 2                      | 6                      | 6                      | 41                     | 17                     | —                      | 15                     | Список - ARIA: Платиновий - BEA: Золотий - BVMI: Золотий - BPI: 3×Платиновий - IFPI: 2×Платиновий - IFPI: Платиновий - IFPI: Золотий - IFPI: Золотий - IFPI Золотий - IRMA: Платиновий - MC: Золотий - RIAA: Золотий - SNEP: Платиновий |
| 2009                                                                     | The Resistance - Вихід: 14 вересня - Лейбли: Warner - Формати: CD (+DVD), 2×LP, 2×LP+CD+2×DVD+СШАВ, ЦД | 1                      | 1                      | 3                      | 1                      | 1                      | 1                      | 1                      | 1                      | 1                      | 1                      | 1                      | 2                      | 3                      | 1                      | 1                      | 1                      | 11                     | 2                      | 1                      | 1                      | 1                      | 15                     | 2                      | 4                      | 8                      | Список - AFP: Золотий - ARIA: Платиновий - BEA: Платиновий - BVMI: Золотий - BPI: 2×Платиновий - FIMI: Платиновий - IFPI: 2×Платиновий - IFPI: Золотий - IFPI: Платиновий - IFPI: Платиновий - IFPI: Платиновий - IRMA: Платиновий - MC: Платиновий - NFPF: Золотий - RIAA: Золотий - RIANZ: Платиновий - SNEP: Діамантовий - ZPAV: Золотий |
| 2012                                                                     | The 2nd Law - Вихід: 1 жовтня - Лейбли: Warner - Формати: CD (+DVD), 2×LP, 2×LP+CD+DVD, ЦД             | 1                      | —                      | 2                      | 1                      | 2                      | 1                      | 1                      | 2                      | 1                      | 2                      | 2                      | 2                      | 1                      | 2                      | 2                      | 1                      | 5                      | 3                      | 1                      | 1                      | 1                      | 2                      | 1                      | 2                      | 6                      | Список - AMPROFON: Золотий - BEA: Золотий - BPI: Платиновий - FIMI: Платиновий - IFPI: Платиновий - IFPI: Золотий - IFPI: Золотий - IFPI: Золотий - IRMA: Золотий - Mahasz: Платиновий - MC: Золотий - RIANZ: Золотий - SNEP: 3×Платиновий - ZPAV: Золотий                                                                                  |
| 2015                                                                     | Drones - Вихід: 5 червня - Лейбли: Warner - Формати: CD, LP, ЦД                                        | 1                      | —                      | 1                      | 2                      | 1                      | 2                      | 1                      | 2                      | 1                      | 3                      | 1                      | 3                      | 1                      | 1                      | 1                      | 2                      | 5                      | 1                      | 1                      | 1                      | 5                      | 1                      | 1                      | 1                      | 2                      | Список - BEA: Золотий - BPI: Платиновий - FIMI: Платиновий |
| «—» означає, що альбом не потрапив до чарту або не виходив у цій країні. | |                        |                        |                        |                        |                        |                        |                        |                        |                        |                        |                        |                        |                        |                        |                        |                        |                        |                        |                        |                        |                        |                        |                        |                        |                        | |

## Концертні альбоми
| Рік                                                                      | Альбом                                                                                      | Найвищі місця в чартах | Найвищі місця в чартах | Найвищі місця в чартах | Найвищі місця в чартах | Найвищі місця в чартах | Найвищі місця в чартах | Найвищі місця в чартах | Найвищі місця в чартах | Найвищі місця в чартах | Найвищі місця в чартах | Найвищі місця в чартах | Найвищі місця в чартах | Найвищі місця в чартах | Найвищі місця в чартах | Найвищі місця в чартах | Найвищі місця в чартах | Найвищі місця в чартах | Найвищі місця в чартах | Найвищі місця в чартах | Найвищі місця в чартах | Сертифікації                                                          |
| Рік                                                                      | Альбом                                                                                      | GB                     | США                    | AT                     | VL                     | WA                     | CH                     | DE                     | DK                     | ES                     | FI                     | FR                     | IE                     | IT                     | JP                     | MX                     | NL                     | NO                     | NZ                     | PT                     | SE                     | Сертифікації                                                          |
| ------------------------------------------------------------------------ | ------------------------------------------------------------------------------------------- | ---------------------- | ---------------------- | ---------------------- | ---------------------- | ---------------------- | ---------------------- | ---------------------- | ---------------------- | ---------------------- | ---------------------- | ---------------------- | ---------------------- | ---------------------- | ---------------------- | ---------------------- | ---------------------- | ---------------------- | ---------------------- | ---------------------- | ---------------------- | --------------------------------------------------------------------- |
| 2008                                                                     | HAARP - Вихід: 6 грудня - Лейбли: Warner - Формати: CD+DVD, ЦД                              | 2                      | 46                     | 21                     | 3                      | 4                      | 6                      | 27                     | 12                     | 24                     | 9                      | 3                      | 5                      | 5                      | 19                     | 4                      | 42                     | 2                      | 2                      | 10                     | 36                     | Список - BPI: Золотий - IFPI: Золотий - RIAA: Золотий - SNEP: Золотий |
| 2013                                                                     | Live at Rome Olympic Stadium - Вихід: 2 грудня - Лейбли: Warner - Формат: CD+DVD, CD+BD, ЦД | 36                     | 115                    | 61                     | 12                     | 9                      | 14                     | 26                     | —                      | 22                     | 34                     | 7                      | 81                     | 8                      | 36                     | —                      | 7                      | 26                     | —                      | 7                      | —                      |                                                                       |
| «—» означає, що альбом не потрапив до чарту або не виходив у цій країні. |                                                                                             |                        |                        |                        |                        |                        |                        |                        |                        |                        |                        |                        |                        |                        |                        |                        |                        |                        |                        |                        |                        |                                                                       |

## Збірки
| Рік  | Альбом                                                                                             | Найвищі місця в чартах | Найвищі місця в чартах | Найвищі місця в чартах | Найвищі місця в чартах | Найвищі місця в чартах | Найвищі місця в чартах | Найвищі місця в чартах | Найвищі місця в чартах | Найвищі місця в чартах | Найвищі місця в чартах | Найвищі місця в чартах | Найвищі місця в чартах | Сертифікації |
| Рік  | Альбом                                                                                             | AT                     | AU                     | VL                     | WA                     | CH                     | DE                     | FR                     | GB                     | IE                     | JP                     | NL                     | NO                     | Сертифікації |
| ---- | -------------------------------------------------------------------------------------------------- | ---------------------- | ---------------------- | ---------------------- | ---------------------- | ---------------------- | ---------------------- | ---------------------- | ---------------------- | ---------------------- | ---------------------- | ---------------------- | ---------------------- | ------------ |
| 2002 | Hullabaloo Soundtrack - Вихід: 1 липня - Лейбли: Taste, Mushroom - Формати: 2×CD, 2×CS, 2×SACD, ЦД | 27                     | 38                     | 28                     | 6                      | 12                     | 47                     | 9                      | 10                     | 11                     | 90                     | 23                     | 26                     | BPI: Золотий |

## Міні-альбоми
| Рік  | Альбом                                                           |
| ---- | ---------------------------------------------------------------- |
| 1998 | Muse - Вихід: 11 травня - Лейбл: Dangerous - Формат: CD          |
| 1999 | Muscle Museum - Вихід: 11 січня - Лейбл: Dangerous - Формат: CD  |
| 2000 | Random 1—8 - Вихід: 4 жовтня (Японія) - Лейбл: Avex - Формат: CD |

## Бокс-сети
Список складено на основі інформації з сайтів MuseCollectors і MuseWiki.
| Рік  | Назва                                                                     | Коментар |
| ---- | ------------------------------------------------------------------------- | --- |
| 2000 | Sunburn - Вихід: 21 лютого - Лейбл: Mushroom - Формат: 2×CD               | Двохдискове видання, яке розіслали всім членам офіційного фан-клубу Muse до випуску однойменного синглу.                                                                  |
| 2000 | Unintended - Вихід: 4 червня - Лейбл: Mushroom - Формат: 2×CD             | Двохдискове видання, яке розіслали всім членам офіційного фан-клубу Muse до випуску однойменного синглу.                                                                  |
| 2000 | Showbiz - Вихід: 30 травня - Лейбл: Naïve - Формат: 9×CD                  | Бокс-сет з синглами з однойменного альбому, який вийшов лише у Франції обмеженим тиражем 3000 копій. 2003 року лейбл додатково видав 1000 примірників бокс-сету.          |
| 2000 | Muscle Museum - Вихід: 12 жовтня - Лейбл: Mushroom - Формат: 2×CD         | Двохдискове видання, яке розіслали всім членам офіційного фан-клубу Muse.                                                                                                 |
| 2001 | Hyper Music - Вихід: 21 листопада - Лейбл: Avex - Формат: 3×CD            | Бокс-сет, який вийшов тільки в Японії і складається з трьох компакт-дисків, вміст яких повторює вміст максі-синглів «Hyper Music» / «Feeling Good», «Bliss» і «New Born». |
| 2003 | Symmetry - Вихід: 14 січня - Лейбл: Naïve - Формат: 9×CD                  | Бокс-сет, який містить сингли з альбому Origin of Symmetry, а також сингл «Dead Star» / «In Your World», виходив лише у Франції.                                          |
| 2004 | Sing for Absolution - Вихід: травень - Лейбл: Mushroom - Формат: 2×CD+DVD | Бокс-сет з трьома версіями видання однойменного синглу. |
| 2005 | Absolution - Вихід: 19 липня - Лейбл: Naïve - Формат: 4×CD+4×DVD          | Бокс-сет з синглами з однойменного альбому, який вийшов тільки у Франції обмеженим накладом в 6000 примірників.                                                           |

## Сингли
| 14.06.1999                                                              | «Uno»                          | 73  | —   | —  | —  | —  | —  | —  | —  | —  | —  | —  | —  | —  | —   | —  | —  | —  | —   | —  | —  | —  | | Showbiz                     |
| 06.09.1999                                                              | «Cave»                         | 52  | —   | —  | —  | —  | —  | —  | —  | —  | —  | —  | —  | —  | —   | —  | —  | —  | —   | —  | —  | —  | | Showbiz                     |
| 22.11.1999                                                              | «Muscle Museum»                | 25  | —   | —  | —  | 63 | —  | —  | —  | —  | —  | —  | —  | —  | —   | —  | —  | —  | 100 | —  | —  | —  | | Showbiz                     |
| 21.02.2000                                                              | «Sunburn»                      | 22  | —   | —  | —  | —  | —  | —  | —  | —  | —  | —  | —  | —  | —   | —  | —  | —  | —   | —  | —  | —  | | Showbiz                     |
| 30.05.2000                                                              | «Unintended»                   | 20  | —   | —  | —  | —  | —  | —  | —  | —  | —  | —  | —  | —  | —   | —  | —  | —  | 99  | 5  | —  | —  | | Showbiz                     |
| 05.03.2001                                                              | «Plug In Baby»                 | 11  | —   | —  | —  | —  | —  | —  | 88 | —  | —  | —  | —  | —  | 40  | 44 | —  | —  | 63  | —  | —  | —  | | Origin of Symmetry          |
| 05.06.2001                                                              | «New Born»                     | 12  | —   | —  | —  | —  | —  | —  | —  | —  | —  | —  | —  | —  | 65  | 35 | —  | —  | —   | —  | —  | —  | | Origin of Symmetry          |
| 20.08.2001                                                              | «Bliss»                        | 22  | —   | —  | —  | —  | —  | —  | —  | —  | —  | —  | —  | —  | 87  | —  | —  | —  | 70  | —  | —  | —  | | Origin of Symmetry          |
| 19.11.2001                                                              | «Hyper Music» / «Feeling Good» | 24  | —   | —  | —  | —  | —  | —  | —  | —  | —  | —  | —  | —  | 139 | —  | —  | —  | —   | —  | —  | —  | BPI: Срібний | Origin of Symmetry          |
| 17.06.2002                                                              | «Dead Star» / «In Your World»  | 13  | —   | —  | —  | —  | —  | —  | —  | —  | —  | —  | —  | —  | 76  | 32 | —  | —  | 69  | —  | —  | —  | | Hullabaloo Soundtrack       |
| 14.07.2003                                                              | «Stockholm Syndrome»           | —   | —   | —  | —  | —  | —  | —  | —  | —  | —  | —  | —  | —  | —   | —  | —  | —  | —   | —  | —  | —  | | Absolution                  |
| 08.09.2003                                                              | «Time Is Running Out»          | 8   | —   | —  | —  | —  | 63 | —  | 38 | —  | 90 | —  | —  | —  | 58  | 26 | 14 | —  | 50  | —  | —  | —  | | Absolution                  |
| 01.12.2003                                                              | «Hysteria»                     | 17  | 118 | —  | —  | —  | —  | —  | —  | —  | —  | —  | —  | —  | 77  | —  | —  | —  | 92  | —  | —  | —  | | Absolution                  |
| 17.05.2004                                                              | «Sing for Absolution»          | 16  | —   | —  | —  | —  | 67 | —  | —  | —  | —  | —  | —  | —  | 47  | 36 | —  | —  | 7   | —  | —  | —  | | Absolution                  |
| 23.08.2004                                                              | «Apocalypse Please»            | —   | —   | —  | —  | —  | —  | —  | —  | —  | —  | —  | —  | —  | —   | —  | —  | —  | —   | —  | —  | —  | | Absolution                  |
| 20.09.2004                                                              | «Butterflies and Hurricanes»   | 14  | —   | —  | —  | —  | —  | —  | —  | —  | —  | —  | —  | —  | 70  | 38 | —  | —  | 29  | —  | —  | —  | | Absolution                  |
| 19.06.2006                                                              | «Supermassive Black Hole»      | 4   | —   | —  | 34 | 63 | 63 | —  | 33 | —  | —  | 7  | —  | 10 | 51  | 16 | 9  | —  | 39  | —  | —  | —  | BPI: Срібний | Black Holes and Revelations |
| 04.09.2006                                                              | «Starlight»                    | 13  | 101 | —  | 46 | 52 | 56 | —  | 30 | —  | 70 | —  | —  | —  | 26  | 23 | —  | —  | 52  | 10 | —  | —  | Список - BPI: Срібний - RIAA: Золотий | Black Holes and Revelations |
| 27.11.2006                                                              | «Knights of Cydonia»           | 10  | —   | —  | —  | 52 | 52 | —  | —  | —  | —  | —  | —  | —  | —   | —  | —  | —  | 91  | 20 | —  | —  | | Black Holes and Revelations |
| 09.04.2007                                                              | «Invincible»                   | 21  | —   | —  | —  | 73 | —  | —  | —  | —  | —  | —  | —  | —  | 89  | —  | —  | —  | —   | —  | —  | —  | | Black Holes and Revelations |
| 18.06.2007                                                              | «Map of the Problematique»     | 18  | —   | —  | —  | 55 | 65 | —  | —  | —  | —  | —  | —  | —  | —   | —  | —  | —  | —   | —  | —  | —  | | Black Holes and Revelations |
| 07.09.2009                                                              | «Uprising»                     | 9   | 37  | 29 | 23 | 12 | 6  | 28 | 8  | —  | 40 | 5  | —  | 8  | 74  | 11 | 14 | 69 | 22  | 4  | 12 | 13 | Список - ARIA: Золотий - BEA: Золотий - BPI: Срібний - IFPI: Платиновий - IFPI: Золотий - MC: Золотий - RIAA: Платиновий - RIANZ: Золотий - SNEP: Золотий | The Resistance              |
| 04.11.2009                                                              | «Undisclosed Desires»          | 49  | —   | 45 | 11 | 35 | 18 | —  | 21 | —  | 17 | 26 | —  | —  | 197 | —  | —  | 74 | 70  | —  | 12 | —  | ARIA: Платиновий | The Resistance              |
| 18.02.2010                                                              | «Resistance»                   | 38  | 114 | —  | 72 | 60 | 55 | 91 | —  | —  | —  | —  | —  | —  | —   | —  | —  | —  | 51  | —  | —  | —  | | The Resistance              |
| 17.04.2010                                                              | «Exogenesis: Symphony»         | —   | —   | —  | —  | —  | —  | —  | —  | —  | —  | —  | —  | —  | —   | —  | —  | —  | —   | —  | —  | —  | | The Resistance              |
| 17.05.2010                                                              | «Neutron Star Collision»       | 11  | 77  | 40 | 37 | 24 | 3  | 60 | 36 | 28 | —  | 31 | 26 | 20 | —   | 35 | 10 | —  | 25  | 10 | 27 | 25 | FIMI: Золотий | —                           |
| 27.06.2012                                                              | «Survival»                     | 22  | —   | —  | 72 | 13 | 13 | 90 | 40 | —  | 87 | —  | 25 | —  | 18  | 62 | 24 | —  | 12  | —  | —  | —  | | The 2nd Law                 |
| 20.08.2012                                                              | «Madness»                      | 25  | 45  | 56 | 82 | 41 | 10 | 43 | 27 | 49 | 67 | 38 | 30 | —  | 14  | —  | 74 | 9  | 43  | —  | —  | —  | Список - FIMI: Платиновий - IFPI: Золотий - MC: Платиновий - RIAA: Платиновий                                                                             | The 2nd Law                 |
| 07.12.2012                                                              | «Follow Me»                    | —   | —   | —  | —  | 31 | 37 | —  | —  | —  | —  | —  | —  | —  | 56  | —  | —  | 37 | —   | —  | —  | —  | | The 2nd Law                 |
| 20.02.2013                                                              | «Supremacy»                    | 58  | —   | —  | —  | —  | —  | —  | 58 | —  | —  | —  | —  | —  | 84  | —  | —  | —  | —   | —  | —  | —  | | The 2nd Law                 |
| 31.05.2013                                                              | «Panic Station»                | —   | —   | —  | —  | 69 | 80 | —  | —  | —  | —  | —  | —  | —  | 107 | —  | —  | —  | —   | —  | —  | —  | | The 2nd Law                 |
| 12.03.2015                                                              | «Psycho»                       | 55  | —   | —  | 44 | 39 | —  | —  | —  | —  | —  | —  | —  | —  | 13  | 78 | —  | —  | 58  | —  | —  | —  | | Drones                      |
| 25.03.2015                                                              | «Dead Inside»                  | 71  |     |    |    | 49 | 28 | 94 | 44 |    |    |    |    | 26 | 23  |    | 53 |    |     |    |    |    | | Drones                      |
| 18.05.2015                                                              | «Mercy»                        | 126 |     |    |    |    |    |    |    |    |    |    | 49 |    | 40  |    |    |    |     |    |    |    | | Drones                      |
| 4.1.2015                                                                | «Revolt»                       |     |     |    |    |    |    |    |    |    |    |    |    |    |     |    |    |    |     |    |    |    | | Drones                      |
| 11.03.2016                                                              | «Aftermath»                    |     |     |    |    |    |    |    |    |    |    |    |    |    |     |    |    |    |     |    |    |    | | Drones                      |
| 16.04.2016                                                              | «Reapers»                      | 127 |     |    |    |    |    |    | 71 |    |    |    |    |    | 75  |    |    |    |     |    |    |    | | Drones                      |
| 18.05.2017                                                              | «Dig Down»                     |     |     |    |    |    |    |    | 47 |    |    |    | 39 |    | 35  |    |    |    |     |    |    |    | | Буде оголошено пізніше      |
| 15.02.2018                                                              | «Thought Contagion»            | 76  |     |    |    |    |    |    | 24 |    |    |    |    |    | 7   |    |    |    |     |    |    |    | | Буде оголошено пізніше      |
| «—» означає, що сингл не потрапив до чарту або не виходив у цій країні. |                                |     |     |    |    |    |    |    |    |    |    |    |    |    |     |    |    |    |     |    |    |    | |                             |

## Відеоальбоми
| Рік  | Альбом                                                                                              | Найвищі місця в чартах | Найвищі місця в чартах | Сертифікації                             |
| Рік  | Альбом                                                                                              | JP                     | NL                     | Сертифікації                             |
| ---- | --------------------------------------------------------------------------------------------------- | ---------------------- | ---------------------- | ---------------------------------------- |
| 2002 | Hullabaloo: Live at Le Zenith, Paris - Вихід: 1 липня - Лейбли: Taste, Mushroom - Формати: DVD, VHS | —                      | 7                      | Список - ARIA: Платиновий - BPI: Золотий |
| 2005 | Absolution Tour - Вихід: 12 грудня - Лейбли: Warner - Формат: DVD                                   | 139                    | 20                     | Список - ARIA: Золотий - BPI: Платиновий |

## Відеокліпи
Цей список складено на основі інформації, доступної на сайтах The Music Video DataBase і Microcuts.net.
| Дата       | Пісня                                                                                                | Режисер(и)                                                  |
| ---------- | --- | ----------------------------------------------------------- |
| 14.06.1999 | «Uno»                                                                                                | Невідомий                                                   |
| 07.09.1999 | «Uno»                                                                                                | Вольф Грезенц Бернард Ведіг                                 |
| 22.11.1999 | «Muscle Museum»                                                                                      | Джозеф Кан                                                  |
| 21.02.2000 | «Sunburn» на YouTube [Архівовано 9 липня 2018 у Wayback Machine.]                                    | Нік Гордон                                                  |
| 30.05.2000 | «Unintended» на YouTube [Архівовано 16 серпня 2018 у Wayback Machine.]                               | Говард Грінхол                                              |
| 12.10.2000 | «Muscle Museum» (US Mix) на YouTube [Архівовано 3 квітня 2019 у Wayback Machine.]                    | Невідомий                                                   |
| 05.03.2001 | «Plug in Baby» на YouTube [Архівовано 30 липня 2010 у Wayback Machine.]                              | Говард Грінхол                                              |
| 05.06.2001 | «New Born» на YouTube [Архівовано 31 січня 2018 у Wayback Machine.]                                  | Девід Слейд                                                 |
| 20.08.2001 | «Bliss» на YouTube [Архівовано 19 серпня 2018 у Wayback Machine.]                                    | Девід Слейд                                                 |
| 19.11.2001 | «Hyper Music» на YouTube [Архівовано 21 листопада 2016 у Wayback Machine.]                           | Девід Слейд                                                 |
| 19.11.2001 | «Feeling Good» на YouTube [Архівовано 22 грудня 2016 у Wayback Machine.]                             | Девід Слейд                                                 |
| 17.06.2002 | «Dead Star» на YouTube [Архівовано 3 серпня 2016 у Wayback Machine.]                                 | Тім Куалтрау                                                |
| 17.06.2002 | «In Your World» на YouTube [Архівовано 20 лютого 2011 у Wayback Machine.]                            | Метт Аскем                                                  |
| 14.07.2003 | «Stockholm Syndrome» на YouTube [Архівовано 17 серпня 2017 у Wayback Machine.]                       | Тім Куалтрау                                                |
| 08.09.2003 | «Time Is Running Out» на YouTube [Архівовано 24 квітня 2018 у Wayback Machine.]                      | Джон Гіллкоут                                               |
| 01.12.2003 | «Hysteria» на YouTube [Архівовано 23 квітня 2018 у Wayback Machine.]                                 | Метт Кірбі                                                  |
| ?.05.2004  | «Time Is Running Out»                                                                                | Томас Кірк                                                  |
| 17.05.2004 | «Sing for Absolution» на YouTube [Архівовано 10 серпня 2017 у Wayback Machine.]                      | Ark VFX: Грег Стейплс Стівен Теппін Енді Тернер Річард Райт |
| 01.09.2004 | «Hysteria»                                                                                           | Єнс Гелхор Роб Фенг                                         |
| 20.09.2004 | «Butterflies & Hurricanes» на YouTube [Архівовано 26 січня 2011 у Wayback Machine.]                  | Тім Куалтрау                                                |
| 16.05.2005 | «Stockholm Syndrome»                                                                                 | Патрік Дотерс                                               |
| 17.05.2006 | «Supermassive Black Hole» на YouTube                                                                 | Флорія Сігізмонді                                           |
| 17.05.2006 | «Supermassive Black Hole»                                                                            | Томас Кірк                                                  |
| 11.07.2006 | «Knights of Cydonia» на YouTube [Архівовано 22 травня 2018 у Wayback Machine.]                       | Джозеф Кан                                                  |
| 04.08.2006 | «Starlight» на YouTube [Архівовано 20 травня 2019 у Wayback Machine.]                                | Пол Майнор                                                  |
| 16.03.2007 | «Invincible» на YouTube [Архівовано 28 червня 2018 у Wayback Machine.]                               | Джонні Росс                                                 |
| 17.09.2009 | «Uprising» на YouTube [Архівовано 16 червня 2018 у Wayback Machine.]                                 | Hydra: Сем Стівенс Джон Гоббс Аріель Данцигер               |
| 03.11.2009 | «Undisclosed Desires» на YouTube [Архівовано 27 червня 2018 у Wayback Machine.]                      | Jonas & François: Жонас Евреме Франсуа Русселе              |
| 14.01.2010 | «Resistance» на YouTube[Архівовано 22 вересня 2017 у Wayback Machine.]                               | Вейн Айшем                                                  |
| 20.05.2010 | «Neutron Star Collision (Love Is Forever)» на YouTube[Архівовано 28 червня 2018 у Wayback Machine.]  | Ентоні Мендлер                                              |
| 18.09.2010 | «MK Ultra» на YouTube [Архівовано 28 червня 2018 у Wayback Machine.]                                 | Йоган Полхем                                                |
| 28.06.2012 | «Survival» на YouTube [Архівовано 1 серпня 2012 у Wayback Machine.]                                  | —                                                           |
| 09.08.2012 | «The 2nd Law: Unsustainable» на YouTube [Архівовано 16 червня 2018 у Wayback Machine.]               | Томас Кірк                                                  |
| 04.09.2012 | «Madness» на YouTube [Архівовано 14 червня 2018 у Wayback Machine.]                                  | Ентоні Мендлер                                              |
| 01.10.2012 | «The 2nd Law: Isolated System» на YouTube [Архівовано 10 липня 2018 у Wayback Machine.]              | Томас Кірк                                                  |
| 30.10.2012 | «Exogenesis: Symphony Part 3 (Redemption)» на YouTube [Архівовано 31 травня 2013 у Wayback Machine.] | Tekken                                                      |
| 11.12.2012 | «Follow Me» на YouTube [Архівовано 9 квітня 2018 у Wayback Machine.]                                 | Томас Кірк                                                  |
| ?.12.2012  | «Follow Me» на YouTube [Архівовано 8 квітня 2016 у Wayback Machine.]                                 | Tekken                                                      |
| 06.02.2013 | «Supremacy» на YouTube [Архівовано 25 квітня 2018 у Wayback Machine.]                                | Террі Голл                                                  |
| 20.02.2013 | «Animals» на YouTube [Архівовано 27 червня 2018 у Wayback Machine.]                                  | Oneness Team: Інеш Фрейташ Мігел Мендеш                     |
| 22.04.2013 | «Panic Station» на YouTube [Архівовано 30 червня 2018 у Wayback Machine.]                            | Тім Куалтрау                                                |
| 2015       | «Psycho» на YouTube [Архівовано 14 березня 2015 у Wayback Machine.]                                  | Том Кірк, Саймон Беннетт                                    |
| 2015       | «Dead Inside» на YouTube [Архівовано 3 травня 2015 у Wayback Machine.]                               | Роберт Гейлз                                                |
| 2015       | «Reapers» на YouTube [Архівовано 3 червня 2015 у Wayback Machine.]                                   | Том Кірк                                                    |
| 2015       | «The Handler» на YouTube [Архівовано 3 червня 2015 у Wayback Machine.]                               | Том Кірк, Саймон Беннетт, Том Джентол                       |
| 2015       | «JFK + Defector» на YouTube [Архівовано 9 червня 2015 у Wayback Machine.]                            | Том Кірк, Майк Істед                                        |
| 2015       | «Mercy» на YouTube [Архівовано 10 червня 2015 у Wayback Machine.]                                    | Сінг Дж. Лі                                                 |
| 2015       | «Revolt» на YouTube                                                                                  | Гай Шелмердайн                                              |
| 2016       | «Aftermath» на YouTube [Архівовано 10 вересня 2016 у Wayback Machine.]                               | Tekken                                                      |
| 2016       | «New Kind of Kick» на YouTube                                                                        | Том Кірк                                                    |
| 2017       | «Dig Down» на YouTube [Архівовано 20 травня 2017 у Wayback Machine.]                                 | Ленс Дрейк                                                  |
| 2018       | «Thought Contagion» на YouTube                                                                       | Ленс Дрейк                                                  |

## Демо
| Рік  | Альбом                                                 | Коментар |
| ---- | ------------------------------------------------------ | --- |
| 1995 | This Is a Muse Demo - Вихід: травень - Формат: CS      | Чотирипісенна компакт-касета, записана в будинку Кріса Волстенголма в 1995 році. Згодом жодну з пісень не переписано. Нині в мережі доступні короткі уривки пісень.                                                                                         |
| 1997 | Newton Abbot Demo - Вихід: 31 січня - Формат: CS       | Записана в Coombeshead Studios з листопада 1996 по січень 1997 року Компакт-касета з одинадцятьма піснями, вісім з яких згодом вийшли як бі-сайди, а одна («Sober») потрапила на перший студійний альбом. Також існують касети з шістьма і чотирма піснями. |
| 1997 | Sawmills - Вихід: 10 жовтня - Формат: CS               | Демо міні-альбому Muse. |
| 1998 | EOS Ruff Mixes - Вихід: 1 січня - Формат: CS           | Компакт-касета з трьома піснями, рання версія міні-альбому Muse. |
| 1998 | Sawmills Demo - Вихід: 1 серпня - Формат: CS           | Компакт-касета з піснями, які пізніше вийшли на міні-альбомі Muscle Museum, а також з піснею «Cave». |
| 1999 | «Sunburn» / «Overdue» - Лейбл: Mushroom - Формат: CD-R | Демо з ранніми версіями пісень «Sunburn» і «Overdue». |

## Участь у саундтреках
У цей список включено пісні, які увійшли тільки в офіційні саундтреки. Повний список пісень, що прозвучали у фільмах, розміщений тут [Архівовано 8 червня 2018 у Wayback Machine.].
| Рік  | Матеріал                      | Альбом                                                           | Пісня                                            |
| ---- | ----------------------------- | ---------------------------------------------------------------- | ------------------------------------------------ |
| 2000 | «Малий Ніккі»                 | Little Nicky (Music from the Motion Picture)                     | «Cave»                                           |
| 2001 | «Пароль „Риба-меч“»           | Swordfish: The Album                                             | «New Born» (мікс на пісню Пола Окенфолда Mix)    |
| 2001 | «Недитяче кіно»               | Not Another Teen Movie (Music from the Motion Picture)           | «Please, Please, Please, Let Me Get What I Want» |
| 2004 | «Мільйони»                    | Millions (Music from the Motion Picture)                         | «Blackout»                                       |
| 2004 | «3 дівчинки»                  | 3 Petites Filles OST                                             | «New Born»                                       |
| 2008 | «Сутінки»                     | Twilight (Original Motion Picture Soundtrack)                    | «Supermassive Black Hole»                        |
| 2009 | «Молодий місяць»              | The Twilight Saga: New Moon (Original Motion Picture Soundtrack) | «I Belong to You» (New Moon Remix)               |
| 2010 | «Затемнення»                  | The Twilight Saga Eclipse (Original Motion Picture Soundtrack)   | «Neutron Star Collision (Love Is Forever)»       |
| 2010 | «Турист»                      | The Tourist (Original Motion Picture Soundtrack)                 | «Starlight»                                      |
| 2012 | «Симфонія британської музики» | A Symphony of British Music                                      | «Survival»                                       |
| 2013 | «Всесвітня війна Z»           | World War Z (Music from the Motion Picture)                      | «Isolated system»                                |
| 2013 | «Всесвітня війна Z»           | World War Z (Music from the Motion Picture)                      | «Follow me»                                      |